# Ptorthocera nevermanni
Ptorthocera nevermanni là một loài bọ cánh cứng trong họ Callirhipidae. Loài này được von Emden miêu tả khoa học đầu tiên năm 1931.